# The Trump Organization
The Trump Organization je konglomerát zhruba 500 podniků (obchodních společností), jejichž jediným nebo majoritním vlastníkem je Donald Trump. Okolo 250 z těchto firem nese i Trumpovo jméno. Organizace byla založena v roce 1923 babičkou Donalda Trumpa z otcovy strany, Elizabeth Christ Trumpovou, a jeho otcem, Fredem Trumpem, jako E. Trump & Son. Donald Trump začal Organizaci vést v roce 1971, přejmenoval ji kolem roku 1973 a předal její vedení svým dětem v roce 2017.
The Trump Organization má, prostřednictvím různých vlastních nebo spolupracujících firem, aktivity v realitním podnikání, investicích, makléřských společnostech, obchodních a marketingových společnostech a ve správě nemovitostí. Organizace či její firmy vlastní, provozují, investují a věnují se developerské činnosti v oborech rezidenčních realit, hotelů, rezortů, obytných mrakodrapů a golfových hřišť v různých zemích. Kromě toho podnikají či dříve podnikaly ve stavebnictví, hotelnictví, kasinech, zábavním průmyslu, vydavatelství knih a časopisů, masových médiích (rozhlas, televize), modelových agenturách, maloobchodním prodeji, finančních službách, výrobě potravin a nápojů, obchodním vzdělávání, online cestovních agenturách, komerčním a privátním letectví a soutěžích krásy. Firmy skupiny Trump Organization také vlastní newyorskou televizní produkční společnost, která produkovala televizní show The Apprentice. Maloobchodní (retailové) podnikání zahrnuje či dříve zahrnovalo módní oděvy, klenoty a oděvní doplňky, knihy, nábytek a zařízení domácnosti, bytové a komerční osvětlení, koupelnové textilní produkty, ložní prádlo, parfémy, drobné výrobky z kůže, vodku, víno, zařízení barů, steaky, čokoládové tyčinky a balenou minerální vodu.
Skutečná hodnota Organizace není známá, neboť její finanční výkazy, stejně jako osobní daňová přiznání Donalda Trumpa, jsou soukromé. Byla udělána celá řada odhadů, ale Trump osobně dal k dispozici jen velmi málo finančních podkladů k tomu, aby hodnota společnosti mohla být potvrzena.

## Obžaloba z daňových podvodů
V červenci 2021 byla firma i její dlouholetý finanční ředitel Allen Weisselberg obžalováni z daňových podvodů, nicméně obvinění odmítl jak Weisselberg, tak i právníci firmy. Dle obžaloby v letech 2005 až 2021 krátili daně státu a městu New York tím, že vypláceli odměny manažerům firmy mimo účetnictví.